# Javier Guédez
Javier Antonio Guédez Sánchez (15 de outubro de 1982) é um judoca da Venezuela. Obteve a medalha de bronze nos Jogos Pan-Americanos de 2007, no Rio de Janeiro.